# Williams FW45
Der Williams FW45 ist der Formel-1-Rennwagen von Williams für die Formel-1-Weltmeisterschaft 2023. Am 6. Februar 2023 wurde im Williams Headquarters Grove zunächst die neue Lackierung präsentiert. Am 13. Februar 2023 wurden dann Fotos des neuen Boliden veröffentlicht.
Die Bezeichnung des Wagens setzt sich, wie bei Williams üblich, aus den Initialen des 2021 verstorbenen Teamgründers Frank Williams und einer fortlaufenden Zahl zusammen.

## Technik und Entwicklung
Der FW45 ist wie alle Formel-1-Fahrzeuge im Jahr 2023 ein einsitziges Auto mit Hinterradantrieb, das ein Monocoque aus kohlenstofffaserverstärktem Kunststoff (CFK) verwendet. Zusätzlich zu diesem Monocoque sind viele weitere Teile des Fahrzeugs, einschließlich der Karosserieteile und des Lenkrads, aus CFK gefertigt. Die Bremsscheiben bestehen ebenfalls aus einem Verbundwerkstoff, der durch Kohlenstofffasern verstärkt ist.
Der FW45 folgt dem FW44 als neues Modell. Aufgrund der weitgehend unveränderten technischen Vorschriften zur Saison 2022 handelt es sich bei diesem Fahrzeug größtenteils um eine Weiterentwicklung, die die neuen Anforderungen für 2023 berücksichtigt. Neben der Anhebung des Unterbodens wurden die Seitenkästen und die Vorderradaufhängung sowie die Rückspiegel und viele aerodynamische Oberflächen überarbeitet.

### Motor und Getriebe
Der FW45 hat einen 1,6-Liter-V6-Motor von Mercedes AMG HPP, dessen Drehzahl auf 15.000/min begrenzt ist. Dieser Motor ist ein turbogeladener Mittelmotor. Zusätzlich verfügt das Fahrzeug über einen Elektromotor mit einer Leistung von 120 kW, was es zu einem Hybridelektrokraftfahrzeug macht. Die Entwicklung der Antriebseinheiten wurde seit Beginn der Saison 2022 für einen Zeitraum von drei Jahren eingefroren, da die neue Generation aus Kostengründen erst für 2026 geplant ist.
Das Drehmoment wird über ein sequenzielles Achtganggetriebe (+ Rückwärtsgang) übertragen, das mit Schaltwippen betätigt wird und von Mercedes stammt. Das Fahrzeug ist mit lediglich zwei Pedalen ausgestattet, einem Gaspedal (rechts) und einem Bremspedal (links). Die Kupplung, die nur beim Anfahren aus dem Stand verwendet wird, wird ebenso wie viele andere Funktionen über einen Hebel am Lenkrad bedient.

### Reifen
Seit der Saison 2022 sind sämtliche Formel-1-Boliden mit 305 mm breiten Vorderreifen und 405 mm breiten Hinterreifen ausgestattet, die von dem Einheitslieferanten Pirelli zur Verfügung gestellt werden. Diese Reifen werden auf 18-Zoll-Rädern montiert. Pirelli bietet neben den P-Zero-Slick-Reifen auch Cinturato-Intermediates und Full-Wets für nasse Bedingungen an. Für jedes Rennwochenende stellt Pirelli maßgeschneiderte Reifenmischungen bereit, die speziell auf die jeweilige Rennstrecke abgestimmt sind, und gibt Empfehlungen zur optimalen Nutzungsdauer. Die Anzahl der bereitgestellten Reifen ist durch das Regelwerk vorgegeben, wobei Regenrennen eine Ausnahme darstellen.
Ab dem Jahr 2023 sind insgesamt sechs verschiedene Slick-Reifenmischungen verfügbar (im Vergleich zu fünf im Jahr 2022). Diese Mischungen werden als C0 bis C5 bezeichnet, wobei C0 die härteste und C5 die weichste Mischung ist (das „C“ steht für Compound, daher die Bezeichnung). Die für die Saison 2023 überarbeiteten Regenreifen werden in zwei Kategorien unterteilt, nämlich „Wet“ (blau) und „Intermediate“ (grün), je nach ihrer Fähigkeit zur Wasserverdrängung pro Minute bei einer Geschwindigkeit von 300 km/h. Die Intermediate-Reifen können etwa 30 Liter pro Minute verdrängen, während die Wet-Reifen 85 Liter pro Minute bewältigen können.

### DRS
Der FW45 ist, wie sämtliche Formel-1-Fahrzeuge seit 2011, mit einem Drag Reduction System (DRS) ausgestattet. Dieses System ermöglicht es, den Luftwiderstand des Fahrzeugs auf den Geraden durch das Flachstellen eines Teils des Heckflügels zu reduzieren, sofern es in Übereinstimmung mit den Regeln verwendet werden darf. Die Aktivierung des DRS erfolgt ebenfalls über einen Schalter am Lenkrad des Fahrzeugs.

### Sicherheitssysteme
Der FW45 verfügt über das Halo-System, das eine zusätzliche Schutzvorrichtung für den Kopf des Fahrers darstellt. Für die Saison 2023 wurde der Überrollbügel des Fahrzeugs zusätzlich verstärkt, um die Sicherheit weiter zu erhöhen.

## Lackierung und Sponsoring
Der FW45 orientiert sich in Bezug auf die Farbgebung an seinem Vorgängermodell, dem FW44. Hauptsächlich ist das Fahrzeug in dunkelblauen Farbtönen gehalten, wobei im Heckbereich auch hellere Blau- und sogar rote Akzente zu finden sind.
Darüber hinaus hat das britische Traditionsunternehmen eine Partnerschaft mit dem Erdölkonzern Gulf Oil bekanntgegeben, der nun als Hauptsponsor auftritt. Das Logo von Gulf Oil ist auf dem Fahrzeug sowie den Rennanzügen der Fahrer zu sehen. Williams hat auch neue Partnerschaften mit dem Finanzdienstleistungsunternehmen Stephens, mit der US-Biermarke Michelob ULTRA und mit dem Wasserdienstleistungsunternehmen PureStream. Des Weiteren werben Acronis, Lavazza, Pirelli, Duracell und weitere auf dem Fahrzeug.

## Fahrer
2023 besetzt Williams seine Boliden zum zweiten Mal mit Alexander Albon und mit Logan Sargeant in seinem ersten Jahr in der Formel 1 mit einem Rookie.

## Ergebnisse

### Vereinfachte Darstellung
| Fahrer      | Nr.        | 1  | 2   | 3    | 4  | 5  | 6 | 7  | 8  | 9   | 10 | 11 | 12   | 13 | 14  | 15 | 16 | 17  | 18  | 19 | 20 | 21  | 22 | 23 | Punkte | Rang |
| ----------- | ---------- | -- | --- | ---- | -- | -- | - | -- | -- | --- | -- | -- | ---- | -- | --- | -- | -- | --- | --- | -- | -- | --- | -- | -- | ------ | ---- |
| F1 WM 2023  | F1 WM 2023 |    |     |      |    |    |   |    |    |     |    |    |      |    |     |    |    |     |     |    |    |     |    |    | 28     | 7.   |
| A. Albon    | 23         | 10 | DNF | DNF  | 12 | 14 | C | 14 | 16 | 7   | 11 | 8  | 11   | 14 | 8   | 7  | 11 | DNF | 13  | 9  | 9  | DNF | 12 | 14 | 28     | 7.   |
| L. Sargeant | 2          | 12 | 16  | *16* | 16 | 20 | C | 18 | 20 | DNF | 13 | 11 | *18* | 17 | DNF | 13 | 14 | DNF | DNF | 10 | 16 | 11  | 16 | 16 | 28     | 7.   |

| Legende  | Legende            | Legende                                                          |
| Farbe    | Abkürzung          | Bedeutung                                                        |
| -------- | ------------------ | ---------------------------------------------------------------- |
| Gold     | –                  | Sieg                                                             |
| Silber   | –                  | 2. Platz                                                         |
| Bronze   | –                  | 3. Platz                                                         |
| Grün     | –                  | Platzierung in den Punkten                                       |
| Blau     | –                  | Klassifiziert außerhalb der Punkteränge                          |
| Violett  | DNF                | Rennen nicht beendet (did not finish)                            |
| Violett  | NC                 | nicht klassifiziert (not classified)                             |
| Rot      | DNQ                | nicht qualifiziert (did not qualify)                             |
| Rot      | DNPQ               | in Vorqualifikation gescheitert (did not pre-qualify)            |
| Schwarz  | DSQ                | disqualifiziert (disqualified)                                   |
| Weiß     | DNS                | nicht am Start (did not start)                                   |
| Weiß     | WD                 | zurückgezogen (withdrawn)                                        |
| Hellblau | PO                 | nur am Training teilgenommen (practiced only)                    |
| Hellblau | TD                 | Freitags-Testfahrer (test driver)                                |
| ohne     | DNP                | nicht am Training teilgenommen (did not practice)                |
| ohne     | INJ                | verletzt oder krank (injured)                                    |
| ohne     | EX                 | ausgeschlossen (excluded)                                        |
| ohne     | DNA                | nicht erschienen (did not arrive)                                |
| ohne     | C                  | Rennen abgesagt (cancelled)                                      |
| ohne     | keine WM-Teilnahme |                                                                  |
| sonstige | P/fett             | Pole-Position                                                    |
| sonstige | 1/2/3/4/5/6/7/8    | Punktplatzierung im Sprint-/Qualifikationsrennen                 |
| sonstige | SR/kursiv          | Schnellste Rennrunde                                             |
| sonstige | *                  | nicht im Ziel, aufgrund der zurückgelegten Distanz aber gewertet |
| sonstige | ()                 | Streichresultate                                                 |
| sonstige | unterstrichen      | Führender in der Gesamtwertung                                   |

### Detaillierte Darstellung inkl. Sprintrennen (SPR) und Hauptrennen (HAU)
| Pos                             | Fahrer      | Nr. | 1   | 2   | 3    | 4   | 4   | 5   | 6   | 7   | 8   | 9   | 10 | 10 | 11 | 12   | 13 | 13 | 14  | 15 | 16 | 17  | 18  | 18  | 19 | 19 | 20   | 21 | 21  | 22 | 23 | Punkte |
| ------------------------------- | ----------- | --- | --- | --- | ---- | --- | --- | --- | --- | --- | --- | --- | -- | -- | -- | ---- | -- | -- | --- | -- | -- | --- | --- | --- | -- | -- | ---- | -- | --- | -- | -- | ------ |
| Formel-1 Weltmeisterschaft 2023 |             |     |     |     |      |     |     |     |     |     |     |     |    |    |    |      |    |    |     |    |    |     |     |     |    |    |      |    |     |    |    |        |
| SPR                             | HAU         | SPR | HAU | SPR | HAU  | SPR | HAU | SPR | HAU | SPR | HAU |     |    |    |    |      |    |    |     |    |    |     |     |     |    |    |      |    |     |    |    |        |
| 13.                             | A. Albon    | 23  | 10  | DNF | DNF  | 9   | 12  | 14  | C   | 14  | 16  | 7   | 13 | 11 | 8  | 11   | 12 | 14 | 8   | 7  | 11 | DNF | 7   | 13  | 9  | 9  | 9    | 15 | DNF | 12 | 14 | 27     |
| 21.                             | L. Sargeant | 2   | 12  | 16  | *16* | DNS | 16  | 20  | C   | 18  | 20  | DNF | 18 | 13 | 11 | *18* | 16 | 17 | DNF | 13 | 14 | DNF | DNF | DNF | 19 | 10 | *16* | 20 | 11  | 16 | 16 | 1      |

| Legende  | Legende            | Legende                                                          |
| Farbe    | Abkürzung          | Bedeutung                                                        |
| -------- | ------------------ | ---------------------------------------------------------------- |
| Gold     | –                  | Sieg                                                             |
| Silber   | –                  | 2. Platz                                                         |
| Bronze   | –                  | 3. Platz                                                         |
| Grün     | –                  | Platzierung in den Punkten                                       |
| Blau     | –                  | Klassifiziert außerhalb der Punkteränge                          |
| Violett  | DNF                | Rennen nicht beendet (did not finish)                            |
| Violett  | NC                 | nicht klassifiziert (not classified)                             |
| Rot      | DNQ                | nicht qualifiziert (did not qualify)                             |
| Rot      | DNPQ               | in Vorqualifikation gescheitert (did not pre-qualify)            |
| Schwarz  | DSQ                | disqualifiziert (disqualified)                                   |
| Weiß     | DNS                | nicht am Start (did not start)                                   |
| Weiß     | WD                 | zurückgezogen (withdrawn)                                        |
| Hellblau | PO                 | nur am Training teilgenommen (practiced only)                    |
| Hellblau | TD                 | Freitags-Testfahrer (test driver)                                |
| ohne     | DNP                | nicht am Training teilgenommen (did not practice)                |
| ohne     | INJ                | verletzt oder krank (injured)                                    |
| ohne     | EX                 | ausgeschlossen (excluded)                                        |
| ohne     | DNA                | nicht erschienen (did not arrive)                                |
| ohne     | C                  | Rennen abgesagt (cancelled)                                      |
| ohne     | keine WM-Teilnahme |                                                                  |
| sonstige | P/fett             | Pole-Position                                                    |
| sonstige | 1/2/3/4/5/6/7/8    | Punktplatzierung im Sprint-/Qualifikationsrennen                 |
| sonstige | SR/kursiv          | Schnellste Rennrunde                                             |
| sonstige | *                  | nicht im Ziel, aufgrund der zurückgelegten Distanz aber gewertet |
| sonstige | ()                 | Streichresultate                                                 |
| sonstige | unterstrichen      | Führender in der Gesamtwertung                                   |